# 달빛

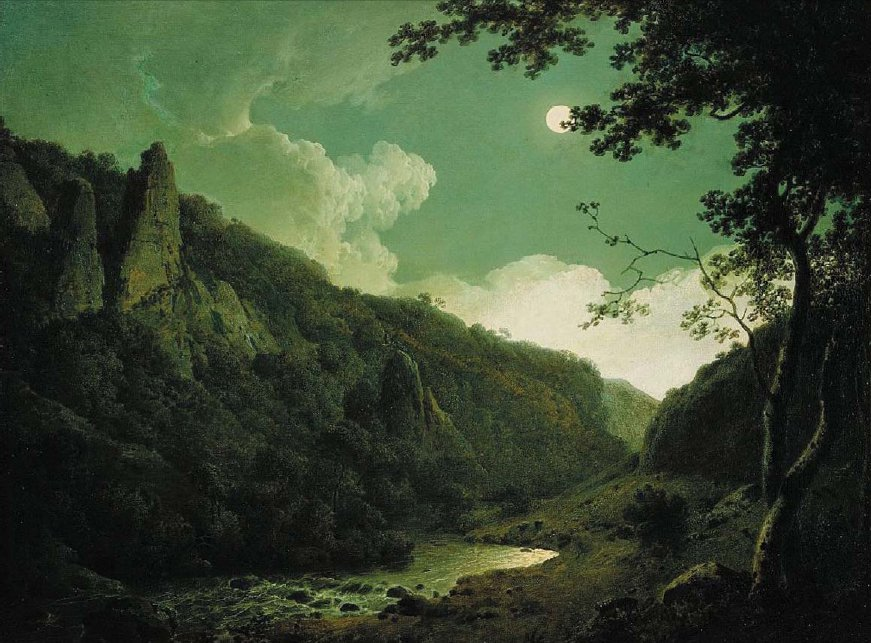
그림에 묘사된 달빛

달빛은 달에서 지구로 비치는 빛이다. 월광(月光)이라고도 한다. 빛은 달에서 생성된 것이 아닌 햇빛의 일부를 달 표면이 반사해 생긴 것이다.

## 상징
각종 동서양 전설에서 달빛은 특정한 상징적인 의미를 지닌다. 예를 들어, 서양에는 특정한 날 밤에 보름달 밑에서 잠을 자면 사람이 늑대인간으로 변한다는 전설이 있다.

## 같이 보기
- 대기광
- 난반사
- 별빛